# Собрейра-Формоза
Собрейра-Формоза (порт. Sobreira Formosa; МФА: [su.ˈbɾɐj.ɾɐ fuɾ.ˈmo.zɐ]) — парафія в Португалії, у муніципалітеті Пруенса-а-Нова. Розташована в східній частині країни, на теренах історичної португальської провінції Бейра. Входить до складу округу Каштелу-Бранку. За адміністративним поділом, чинним до 1976 року, терени парафії були складовою провінції Нижня Бейра. Належить до Порталегрівсько-Каштелу-Бранківської діоцезії Католицької церкви. Патрон — святий Яків. Площа — 85,3808 км². Населення — 1708 ос. (2011). Слабо урбанізований регіон. Густота населення — 20 осіб/км²
. Код — 050806.

## Населення
| Кількість мешканців | Кількість мешканців | Кількість мешканців | Кількість мешканців | Кількість мешканців | Кількість мешканців | Кількість мешканців | Кількість мешканців | Кількість мешканців | Кількість мешканців | Кількість мешканців | Кількість мешканців | Кількість мешканців | Кількість мешканців | Кількість мешканців |
| ------------------- | ------------------- | ------------------- | ------------------- | ------------------- | ------------------- | ------------------- | ------------------- | ------------------- | ------------------- | ------------------- | ------------------- | ------------------- | ------------------- | ------------------- |
| 1864                | 1878                | 1890                | 1900                | 1911                | 1920                | 1930                | 1940                | 1950                | 1960                | 1970                | 1981                | 1991                | 2001                | 2011                |
| 4 184               | 4 746               | 5 272               | 5 902               | 7 454               | 7 137               | 4 277               | 5 388               | 5 730               | 5 122               | 3 895               | 3 293               | 2 752               | 2 116               | 1 708               |